# M80反坦克火箭筒
M80「黄蜂」（塞尔维亚语：M80 Zolja；Zolja，意為：黄蜂）是一款由前南斯拉夫貝爾格萊德軍事技術研究所所設計、塞尔维亚斯洛博達查查公司所生產、由纖維增強塑料所製成的便攜式一次射擊型64毫米反坦克武器。它類似於64毫米RPG-18與66毫米M72輕型反裝甲武器。M80直接發射無制導彈藥，對裝甲戰車和防禦工事有效。M80「黄蜂」仍然在塞爾維亞和北馬其頓共和國生產。

## 描述
M80「黄蜂」由纖維增強塑料製成，旨在由個人對裝甲戰鬥車輛或防御工事攻擊的用途。
M80「黄蜂」是一具一次性無後座力武器，其特點在於操作簡單，重量輕。發射器和容器併為同一個單元。M80「黄蜂」在外觀和性能方面都與美國M72輕型反裝甲武器類似。

## 發射器
M80「黄蜂」採用伸縮式發射管，用以令其運送更為輕易。發射器包括由纖維增強塑料製成的前後發射管、擊發機構，前後瞄準具、提把，用以防碎屑的前蓋和後蓋，以及槍背帶。

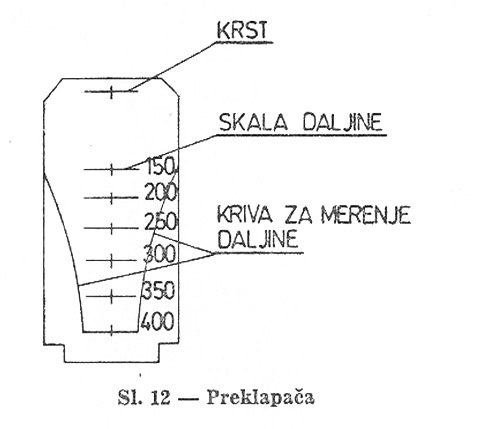
64毫米M80「黄蜂」反坦克武器的立式標尺型瞄具。

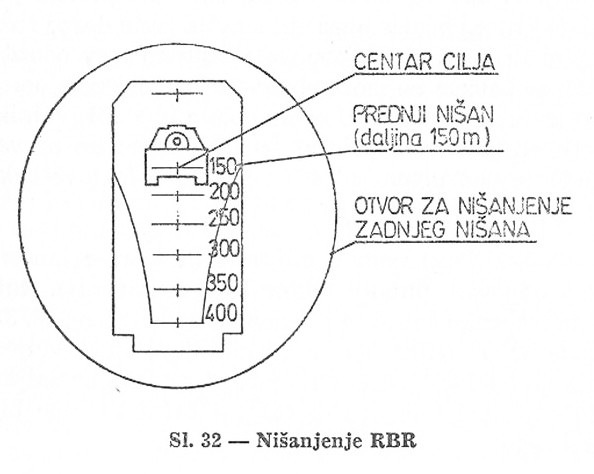
M80「黄蜂」反坦克武器瞄準。

## 火箭彈
64毫米反坦克火箭彈位於發射器的後部。火箭彈由高爆彈頭、穩定翼和固體燃料火箭所組成。
M80「黄蜂」的彈頭具有以90度的角度貫穿300毫米的實心鋼的破壞力。彈頭裝有撞擊式和壓電式誘爆機構。火箭彈裡亦整合了火箭彈自我毀滅機構成到，以確保火箭沒有命中目標而從發射器發射後飛行4到6秒以內自動爆炸。火箭推進劑只在管內點燃，將火箭推進至190米／秒的速度。這個速度確保火箭在2.5秒內達到240米的目標範圍。

## 操作
發射器可由雙手使用。操作者先打開發射器兩端的蓋子，以左手緊握住前管件，然後以強硬的拉力將後管向外拉出來。如果發射器已經完成待擊，發射器後管就不會再滑動。操作者假設在正確的發射位置，緊記發射器的筒後噴火區域，通過翻轉出來的瞄準具進行瞄準，並按壓扳機以發射火箭彈。之後，空管可予丟棄。

## 使用
M80「黄蜂」在南斯拉夫內戰與马其顿叛亂事件中獲廣泛使用。眾多具M80最終落入民兵手中，並且用於多場暴力事件。M80也使用於有組織犯罪事件；其中一件是在1999年11月，於萨格勒布市中心的一場企圖行刺，當時發射出去的火箭彈因跳彈而彈離原定目標的裝甲防彈車，流彈誤殺了一名無辜的旁觀者。在同一時間，澤蒙（Zemun）氏族的成員亦使用M80攻擊前塞爾維亞前總理佐兰·金吉奇的車隊。

## 使用國

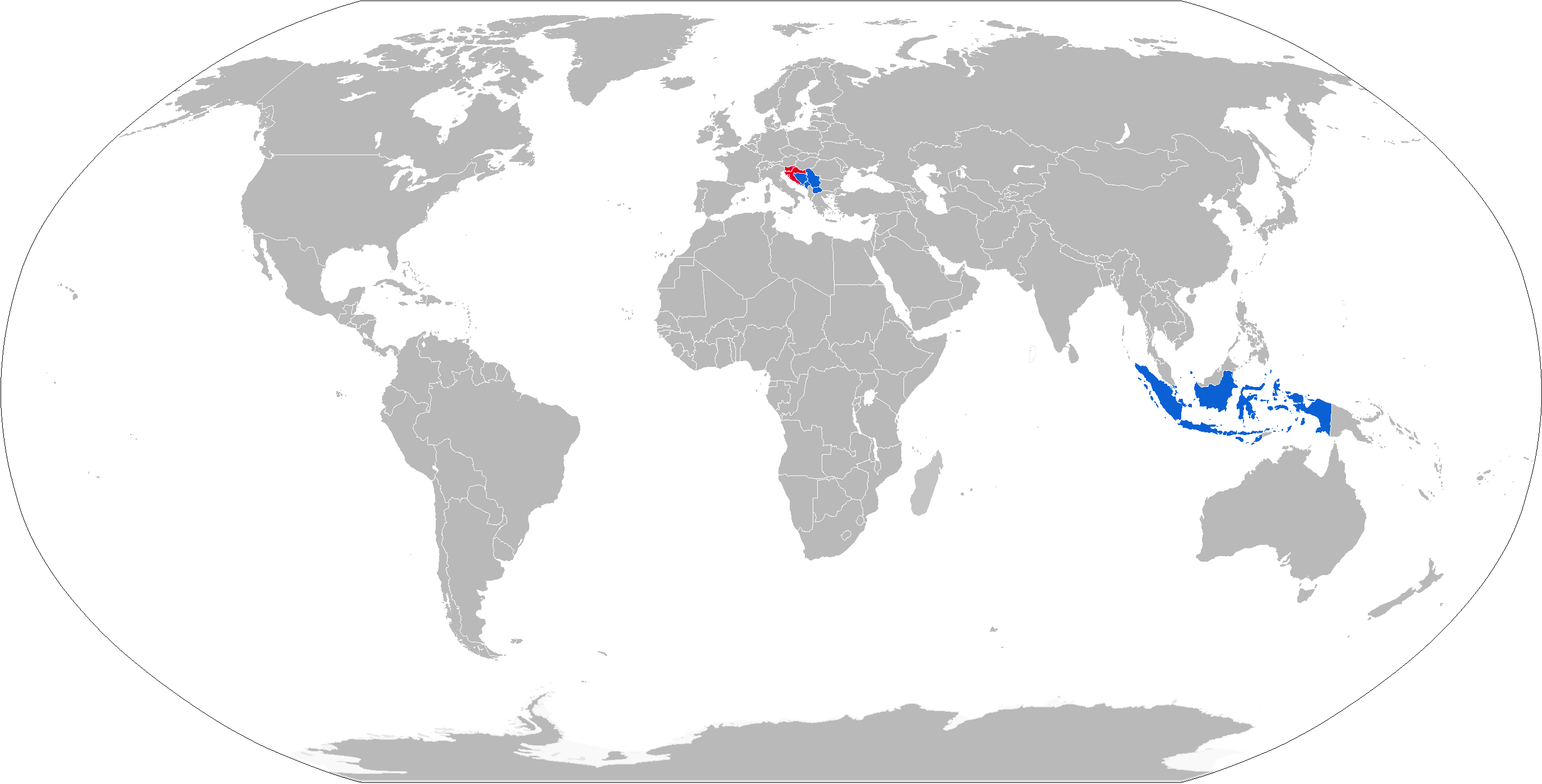
藍色為M80「黃蜂」的使用國，而紅色則是前使用國。

### 現在的使用國
- 印度尼西亞[5]
- 科索沃
- 蒙特內哥羅
- 北馬其頓：發射器與火箭彈分別由普里萊普歐洲複合物公司（Eurokompozit Prilep）與斯洛博達查查公司（英语：Sloboda Čačak）生產[2]
- 塞爾維亞
- 新加坡
- 乌克兰

### 過去的使用國
- ：撤裝，並且由瑞典製造的AT4反坦克火箭筒所取代。
- 斯洛維尼亞：撤裝，並且由德國、以色列與新加坡製造的鬥牛士火箭筒所取代。
- 南斯拉夫：由繼承國所繼承。

## 流行文化

### 电影
- 2011年—（Coriolanus）：於羅馬軍團在科里奧萊斯之戰中用以摧毀沃爾西恩陣地。

## 資料來源
1. ↑  .   [2017-11-02]. （原始内容存档于2020-09-19）.
2. 1 2  .   [2017-11-02]. （原始内容存档于2018-01-09）.
3. ↑  （克羅埃西亞文）—Grčka predala Srbiji optuženog za atentat na Đinđića - Vijesti - Index.hr （页面存档备份，存于）
4. ↑  （塞爾維亞文）—Priznanje Zvezdana Jovanovića — Викизворник （页面存档备份，存于）
5. ↑   (PDF).   [2014-10-25]. （原始内容 (PDF)存档于2014-12-21）.

## 外部連結
- Sloboda a.d. Čačak, Serbia （页面存档备份，存于）
- （英文）—Link to manufactures information page on M80 - Eurokompizit, Republic of Macedonia